# 레이즈 (프로게이머)
레이즈(본명: 오지환, 1997년 10월 18일 ~ )는 대한민국의 전직 리그 오브 레전드 프로게이머이다. 프로게임단 지도자로 활동하고 있다. 선수 시절 아이디는 Raise이며 포지션은 정글이었다. 현재 리그 오브 레전드 재팬 리그의 소프트뱅크 호크스 게이밍의 코치로 재직 중이다.

## 선수 시절
2016년 1월 18일, 스타더스트에 입단하면서 프로 커리어를 시작했다. 스프링 시즌 팀의 챌린저스 포스트시즌 진출에 기여했다.
2016년 5월, 팀 로캣에 입단했다. 하지만 좋지 못한 모습을 보여주었다.
2017시즌을 앞두고 진에어 그린윙스에 입단했다. 입단 이후 기존의 서포터에서 정글러로 포지션을 변경했다. 스프링 시즌에서는 괜찮은 모습을 보여주었지만 서머 시즌에서는 엄티가 주전을 차지함에 따라 출전하지는 못했다.
2018시즌을 앞두고 콩두 몬스터에 입단했다. 스프링 시즌 팀의 주전 정글러로 활동했지만 기복이 있는 모습을 보여주었다.
2018년 6월, G-Rex에 입단했다.
2019년 5월, 다이어 울브즈에 입단했다.

## 지도자 생활
2020시즌을 앞두고 진에어 그린윙스의 코치로 부임했다.
2021년 6월, 후쿠오카 소프트뱅크 호크스 게이밍의 코치로 부임했다.

## 소속팀

### 선수
| # | 팀명            | 소속 기간             | 소속 리그 | 비고 |
| - | --------------- | --------------------- | --------- | ---- |
| 1 | 스타더스트      | 2016.01.18~2016.05.10 | CK        |      |
| 2 | 팀 로캣         | 2016.05.10~2016.11.30 | LEC       |      |
| 3 | 진에어 그린윙스 | 2016.11.30~2017.11.20 | LCK       |      |
| 4 | 콩두 몬스터     | 2017.12.20~2018.06.29 | LCK       |      |
| 5 | G-Rex           | 2018.06.29~2019.05.13 | LMS       |      |
| 6 | 다이어 울브즈   | 2019.05.13~2019.10.30 | LCO       |      |

### 지도자
| # | 팀명                              | 직책 | 소속 기간             | 소속 리그 | 비고 |
| - | --------------------------------- | ---- | --------------------- | --------- | ---- |
| 1 | 진에어 그린윙스                   | 코치 | 2019.11.27~2020.11.17 | CK        |      |
| 2 | 후쿠오카 소프트뱅크 호크스 게이밍 | 코치 | 2021.06.10~           | LJL       |      |

## 수상 내역

### 지도자
- 리그 오브 레전드 챌린저스 코리아 서머 2020 준우승